# Rokurokubi

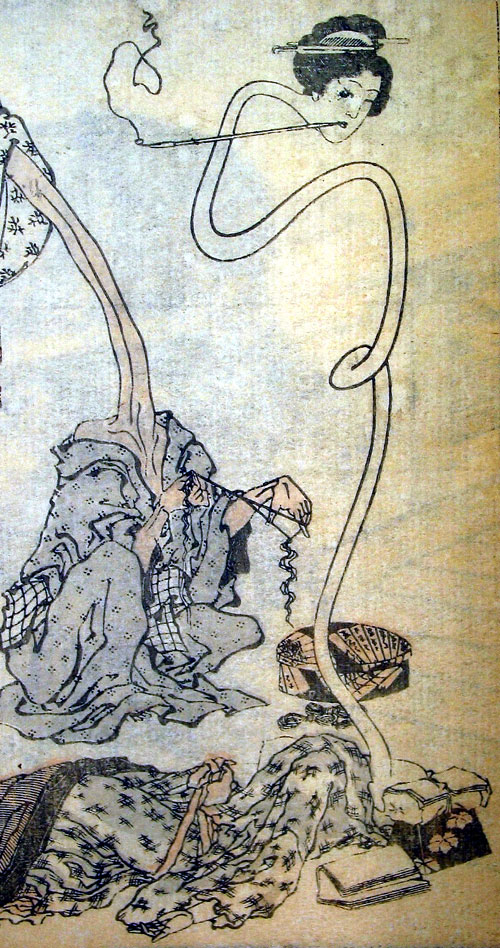
Una coppia di rokurokubi, in una stampa di Hokusai

I rokurokubi (ろくろ首?, rokuro-kubi) sono un tipo di yōkai, creature della mitologia e del folclore giapponese; di giorno hanno l'aspetto di comuni donne, mentre di notte acquisiscono la capacità di allungare incredibilmente il collo. A differenza di una creatura simile, il nukekubi, con cui in occidente sono spesso confusi a causa di un errore dello scrittore Lafcadio Hearn, non sono generalmente aggressivi nei confronti degli esseri umani.

## Caratteristiche
Durante le ore diurne, i rokurokubi agiscono come comuni esseri umani e si integrano perfettamente nella società, talvolta legandosi a uomini mortali. A causa della loro natura dispettosa, però, spesso non resistono alla tentazione di usare i loro poteri per spiare o terrorizzare gli esseri umani, e per tutelare la propria vita umana si rivelano solo a persone prive di credibilità, ubriachi o sciocchi, oppure davanti a dormienti o ciechi. In alcune storie compaiono invece dei rokurokubi che non sono nemmeno consapevoli della propria condizione e si considerano umani; talvolta l'allungamento del collo è un fenomeno inconsapevole che avviene durante la notte, e il rokurokubi si ricorda solo di aver sognato di guardare la stanza e il proprio corpo da angoli umanamente impossibili. In altre storie, infine, compaiono rokurokubi che non mostrano alcuna timidezza nell'usare i loro poteri, e si rivelano improvvisamente nella notte buia all'ignaro passante.
In alcuni racconti di origine buddhista, i rokurokubi sono esseri umani condannati dal loro karma per aver infranto importanti precetti della religione; questi rokurokubi "demoniaci" sono più sinistri, e spesso mangiano o succhiano il sangue delle loro vittime, tipicamente altre persone che hanno infranto precetti della fede.
Interpretare la parte di un rokurokubi è inoltre uno degli scherzi preferiti dai tanuki.